# Józef Mikołajec
Józef Mikołajec (ur. 25 października 1950 w Rudniku) – prof. dr hab. nauk teologicznych, polski duchowny katolicki.

## Życiorys
W 1968 roku wstąpił do Wyższego Seminarium Duchownego w Nysie. Święcenia kapłańskie otrzymał 18 maja 1975. W latach 1979–1986 pełnił funkcję dyrektora do spraw gospodarczych Kurii Diecezjalnej i dyrektora Domu Księży Emerytów. W 1990 na podstawie pracy Działalność pastoralna biskupa Franciszka Jopa w Diecezji Opolskiej (1956-1976) obronił doktorat, habilitował się w 2000 na podstawie rozprawy Posługa teologów świeckich w Kościele w Polsce. Studium pastoralne. W 2013 otrzymał tytuł naukowy profesora. Specjalizuje się w teologii pastoralnej. Pełni funkcję zastępcy kierownika Katedry Teologii Pastoralnej i Duszpasterstwa Rodzin Wydziału Teologicznego Uniwersytetu Opolskiego, prof. Krystiana Wojaczka. Jest ponadto proboszczem parafii Trójcy Przenajświętszej w Boguszycach.

## Wybrane publikacje
- Posługa teologów świeckich w Kościele. Studium pastoralne z serii Opolska Biblioteka Teologiczna 1234-835X 37 WT UO, Opole 2000 ISBN 83-88071-96-3
- Pasterz – działalność biskupa Franciszka Jopa w diecezji opolskiej (1956-1976): (studium historyczno-pastoralne), Wyd. Św. Krzyża, Opole 1992 ISBN 83-85025-45-6